# ميسيلينام
ميسلينام ميسللينام Mecillinam  أو  أمدينوسيللين amdinocillin ، هو INN يستخدم لعلاج الالتهابات التي تسببها البكتيريا سالبة الجرام منها الاشريشيا كولاي
له طليعة دواء مطورة فعالة فموياً هي بيفميسيلينام والزمرة الدوائية مضاد حيوي واسع الطيف تجاه الجراثيم السلبية الغرام (عدا Pseudomonas aeruginosa) وبعض ذراري المتقلبات..

## الاستعمال الطبي
يستخدم ميسلينام لعلاج الالتهابات التي تسببها البكتيريا سالبة الجرام الحساسة، وخاصة:
1. في الدرجة الأولى لعلاج عدوى الجهاز البولي أو أمراض المسالك البولية
2. علاج الحمى التيفية ونطيرة التيفية لأن استقلابه الفموي منخفض جداً.
3. هناك دراسة أثبتت فعاليته تجاه إنتانات المكورات العنقودية Staphylococcus saprophyticus مع أنها إيجابية الغرام كونه يصل بتراكيز عالية إلى البول.

### طرق الإعطاء
- حقن وريدي
- حقن عضلي

## الآثار الجانبية
له نفس الآثار الجانبية للبنسلينات الأخرى، أهمها الطفح واضطرابات السبيل الهضمي (غثيان، إقياء).

## التاريخ
مع الاسم الرمزى FL 1060، وقد وضع ميسلينام من قبل شركات المستحضرات الصيدلانية الدنماركية من منتجات شركة ليو الدوائية (الآن LEO Pharma [الإنجليزية]). وصفت لأول مرة في الأدب العلمي في ورقة علمية عام 1972.